# Brindillo
Il brindillo in frutticoltura, è un ramo sottile e lungo, di un anno di età. Dal punto di vista botanico rientra nella categoria dei macroblasti. Il termine di brindillo si applica in particolare alle pomacee e alle drupacee.
I brindilli sono rami fruttiferi e destinati perciò a costituire le branche di sfruttamento, periodicamente rinnovate nel corso della potatura annuale. Nella potatura è perciò ordinariamente interessato da interventi cesori o di correzione della geometria, al fine di garantire un equilibrio fra vegetazione e riproduzione e regolare la potenziale competizione fra i vari rami della pianta. Ai fini pratici è importante conoscere la tendenza delle diverse specie e, talvolta, in diverse cultivar della stessa specie, a fruttificare lungo il brindillo.

## Pomacee
Nelle pomacee (melo e pero), i brindilli sono provvisti prevalentemente di gemme a legno, in corrispondenza dei nodi, e di una gemma mista all'apice. Nell'anno successivo alla loro formazione, dalle gemme laterali saranno emesse eventuali ramificazioni, rappresentate da nuovi brindilli o da lamburde, mentre la gemma apicale emette un'infiorescenza e un asse di prolungamento del ramo.
La generalità delle pomacee fruttifica prevalentemente sulle lamburde, perciò i brindilli partecipano in misura ridotta alla produzione di frutti. A questo comportamento fanno eccezione, comunque, diverse varietà. Ad esempio, nel melo la cultivar "Imperatore" fruttifica abbondantemente anche sui brindilli, mentre nel pero danno una produzione abbondante anche sui brindilli le varietà precoci, come la "William" e la "Coscia".
Nella potatura di produzione delle pomacee si deve perciò tener presente che il brindillo fruttifica in genere all'apice e interventi cesori come la spuntatura o i tagli di ritorno ne compromettono la fruttificazione. Gli interventi sui brindilli si devono perciò limitare al solo diradamento. Il taglio di ritorno è ammesso solo per i brindilli che si dispongono sul prolungamento delle branche primarie e secondarie: in questo caso, infatti, il prolungamento dell'asse può comportare, in assenza di fili di sostegno, un appesantimento delle branche, in cima, con rischio di curvatura e rottura. Il diradamento si effettua rimuovendo l'intero brindillo con un taglio alla base, in corrispondenza del cercine anulare; l'intensità del diradamento va rapportata alla densità dei brindilli e alla tendenza della cultivar a fruttificare su questi rami, perciò deve essere moderata nel caso di cultivar come quelle citate in precedenza.

## Drupacee
Nelle drupacee (pesco, albicocco, susino, ciliegio, mandorlo), i brindilli sono provvisti di gemme a fiore e gemme a legno in corrispondenza dei nodi e di una gemma a legno in corrispondenza dell'apice. Nell'anno successivo alla sua formazione, il brindillo emetterà fiori e rami dalle gemme laterali e un germoglio di prolungamento da quella apicale.
La tendenza a fruttificare sui brindilli, nelle drupacee, varia secondo la specie e, talvolta, secondo la cultivar. Il pesco fruttifica prevalentemente sui brindilli; il ciliegio, l'albicocco e il mandorlo prevalentemente sui dardi fioriferi (detti mazzetti di maggio); il susino, infine, mostra una notevole variabilità di comportamento secondo le cultivar.
Sulla base di questi elementi, nella potatura di produzione si deve tener presente che il taglio dei brindilli, nelle piante che fruttificano prevalentemente sui dardi, può creare uno squilibrio intensificando l'attività vegetativa della pianta a scapito della produzione, mentre nelle piante con tendenza a fruttificare sui brindilli gli interventi cesori sono fondamentali per regolare l'uniformità di fruttificazione e contenere gli eccessi. Ciò porta ad una netta differenziazione dei criteri di potatura fra il pesco, da un lato, e la maggior parte delle altre drupacee dall'altro lato. 
Nel pesco si interviene con potature energiche che consistono sia nel diradamento dei brindilli sia nel loro raccorciamento, allo scopo di contenere la competizione trofica sia fra rami diversi, sia tra i frutti lungo il brindillo. La scelta dei tagli da eseguire, ramo per ramo, va ponderata in funzione della geometria e della vigoria dei singoli rami: brindilli deboli vanno raccorciati drasticamente o del tutto rimossi, mentre i brindilli vigorosi vanno per lo più spuntati oppure rimossi del tutto qualora ci fosse il rischio di prevaricazione sui rami circostanti. Un elemento da tenere in considerazione è che una potatura debole comporterà un impegno maggiore nel successivo diradamento dei frutti, a causa dell'elevata percentuale di allegagione in molte varietà di pesco.
Nel ciliegio, nell'albicocco e nel mandorlo, la potatura deve essere moderata: anche se queste piante fruttificano prevalentemente sui dardi, i tagli drastici intensificano l'emissione di nuovi germogli che diventeranno competitivi nei confronti dei frutti. In generale la potatura va limitata a tagli di rinnovamento, da eseguirsi per lo più sulle branche fruttifere esaurite, mentre i brindilli vanno in generale rispettati lasciandoli alla loro spontanea evoluzione.
Nel susino ci si orienta secondo la tendenza della cultivar, in ogni modo vanno evitate le potature energiche, secondo i criteri applicati dal pesco, nelle cultivar che hanno ridotta percentuale di allegagione, in particolare quelli europei.